# 大仁邦彌

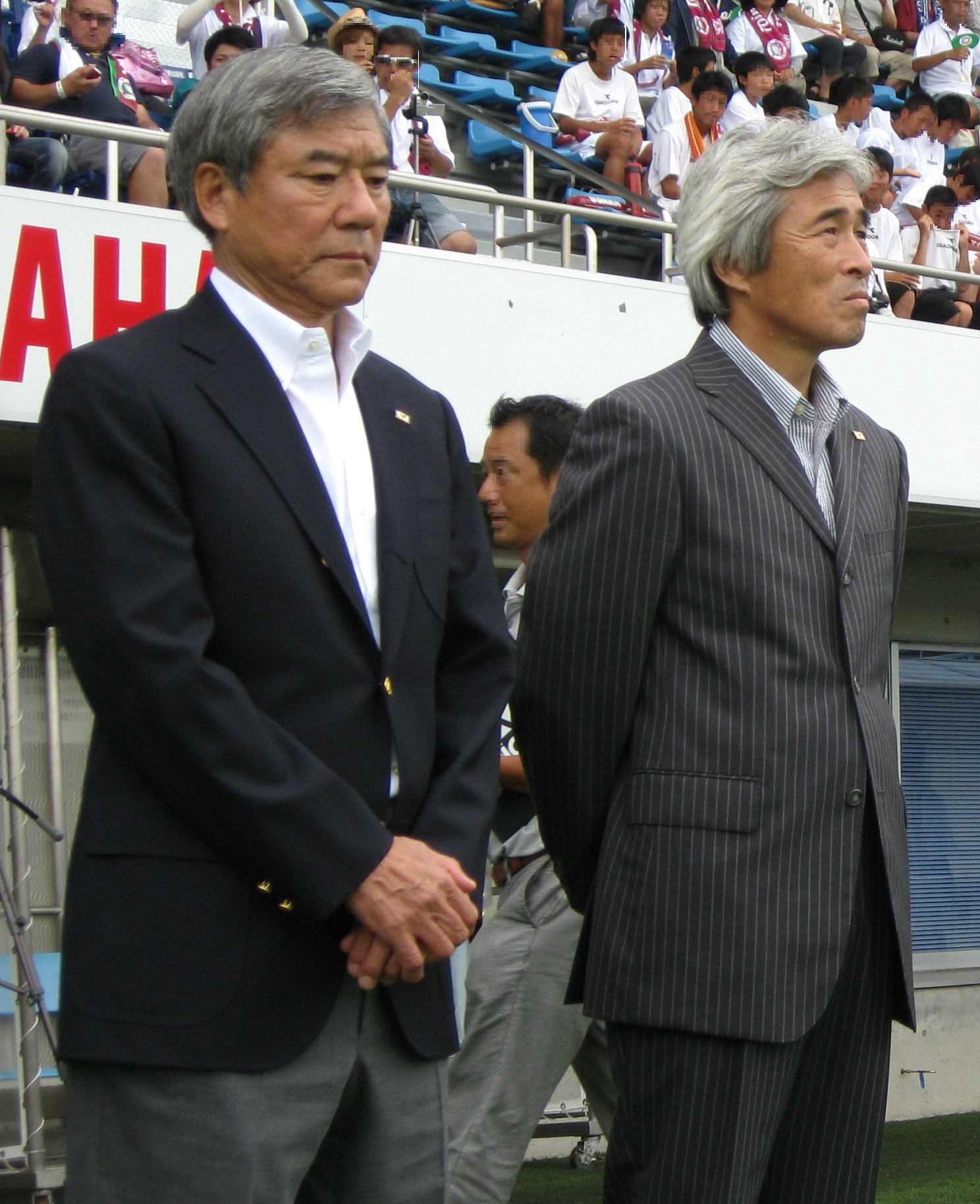
大仁邦彌（左）。上田栄治と

大仁 邦彌（だいに くにや、1944年10月12日 - ）は、兵庫県神戸市出身 の元サッカー選手（DF）・サッカー指導者、サッカー解説者。
日本サッカー協会第13代会長、現・名誉会長。

## 経歴
3人兄弟の末っ子として生まれ、神戸市立本山中学校2年時にサッカーを始める。神戸高校卒業後は1年の浪人を経て、1964年に慶應義塾大学文学部に入学。 慶應大には2年留年のため6年間在籍し、関東大学リーグでは6年連続全試合出場。大学時代は4-2-4の中盤の選手としてプレーし、1969年度の全日本大学選手権大会では大仁のゴールにより立教大学との決勝戦を1-0で制し優勝を決め、日本学生選抜では主将を務めた。
卒業後は1970年に三菱重工へ入部。当初は中盤の底の守備的なポジションでプレーしたが、やがてストッパー、リベロ、サイドバックとしても起用された。三菱重工ではJSL、天皇杯、JSLカップでの優勝を経験。1973年には年間優秀11人賞に選ばれ、現役通算成績は212試合で1得点、JSL通算成績は119試合1得点4アシストを記録。日本代表としては1972年6月のコヴェントリー・シティとの試合でデビューし、通算で国際Aマッチ44試合（国際Aマッチ以外も含めると93試合）に出場したほか、1976年から1978年にはコーチ兼任として二宮寛監督を支えた。1978年からコーチ兼任となり、1979年に現役を引退。
引退後の1984年、39歳で三菱重工監督に就任。1986-87、1987-88と2年連続でリーグ3位となるが、1988-89シーズンは12位（最下位）となりチーム史上初のJSL2部降格が決まり、その責任をとって監督を辞任し社業に専念。新設されたレジャー流通施設部に配属され、福岡ドームや横浜アリーナなどのスタジアムの開閉式屋根や可動席、人工降雪機などの装置を売る営業マンとして従事。テレビ東京「三菱ダイヤモンド・サッカー（第二期）」解説者も務めた。
1992年に日本サッカー協会に入り、特任理事（1992年 - 2002年）、施設委員会委員長（1992年 - 1997年）、理事（1996年 - 2000年）、強化委員長（1996年 - 1998年）、技術委員長（1998年 - 2002年）、2002年強化推進本部副本部長（1999年 - 2002年）、常務理事（2000年 - 2006年）、女子委員長（2002年 - 2006年）、フットサル委員長（2004年 - 2012年）、副会長（2006年 - 2012年）、会長（2012年 - 2016年）を歴任。アジアサッカー連盟セキュリティー委員（1994年 - 1996年）、Jヴィレッジ代表取締役副社長（2003年 - 2009年）、日本フットサル連盟会長（2006年 - 2012年）、日本フットサルリーグチェアマン（2007年 - 2012年）も務めた。
強化委員長時代は1998年の加茂周監督更迭から岡田武史監督への交代や2002年のフィリップ・トルシエ監督就任に関わり、川淵三郎会長の下で副会長を3期6年にわたって務めた。
2012年6月24日、第13代日本サッカー協会会長に就任し、同年8月からは国際サッカー連盟加盟協会委員会委員を務めた。2014年3月29日に再任され現在2期目を務め、所信表明では「不安はあるが、覚悟を決めて重責に取り組んでいく」と述べ、2016年3月には会長を退任し名誉会長に就任。後に日本サッカーミュージアム館長に就任し、同年11月には旭日小綬章を受章。
現在は日本トリム社外取締役。

## 家族
妻と一男二女がいる。妻の葉子は日本における女子サッカー創生期に審判員を務めていた。慶應大と三菱でともにプレーした1歳年下の村越克己は義兄にあたる。

## 発言
2012年夏、ロンドンオリンピックの男子サッカー三位決定戦において韓国代表の朴鍾佑が「独島（竹島の韓国名）はわれわれの領土」と韓国語で書かれた政治的メッセージを掲げた問題で、「今までもいい関係を築いてきたので、これからも一緒に頑張りましょう、ということ。これからはFIFA（国際サッカー連盟）とIOC（国際オリンピック委員会）がきちんと調査する」「あのパフォーマンスについては誠に残念だ。両協会はこれまでも友好関係を築いてきた。それはこれからも変わらないし、発展させていきたい」という発言を行った。この発言に対して韓国紙は「大仁会長が『FIFAとIOCの手でこの問題を一日も早く終わらせて欲しいと思う』と発言した」「日本サッカー協会が韓国サッカー協会に和解の意思を示した」との解釈を行っているとJ-CASTニュースは報じた。

### アギーレ続投問題
2014年末に代表監督だったハビエル・アギーレに過去の八百長疑惑が持ち上がり、同年12月にスペイン検察から告発されるとアギーレの去就が問題となる。翌2015年1月23日にUAEに敗れAFCアジアカップ2015ベスト8にとどまった試合直後に「（アギーレは）続投か?」と聞かれた大仁は「そうです」と答え、「十分やってくれた。いいチームだった」と総括した。しかし2月2日までに同国バレンシアの予審裁判所に告発が受理されたことが確認され、JFAは翌2月3日にアギーレを解任。2月12日の理事会において、任命責任はなしと判断されるも、給与の50%を4ヶ月間返納することを自主的に申し出る。

## 所属クラブ
- 1960年 - 1963年 兵庫県立神戸高等学校
- 1964年 - 1970年 慶應義塾大学
- 1970年 - 1978年 三菱重工業

### 個人成績
| 国内大会個人成績 | 国内大会個人成績 | 国内大会個人成績 | 国内大会個人成績 | 国内大会個人成績 | 国内大会個人成績 | 国内大会個人成績 | 国内大会個人成績 | 国内大会個人成績 | 国内大会個人成績 | 国内大会個人成績 | 国内大会個人成績 |
| 年度             | クラブ           | 背番号           | リーグ           | リーグ戦         | リーグ戦         | リーグ杯         | リーグ杯         | オープン杯       | オープン杯       | 期間通算         | 期間通算         |
| 年度             | クラブ           | 背番号           | リーグ           | 出場             | 得点             | 出場             | 得点             | 出場             | 得点             | 出場             | 得点             |
| 日本             | 日本             | 日本             | 日本             | リーグ戦         | リーグ戦         | JSL杯            | JSL杯            | 天皇杯           | 天皇杯           | 期間通算         | 期間通算         |
| ---------------- | ---------------- | ---------------- | ---------------- | ---------------- | ---------------- | ---------------- | ---------------- | ---------------- | ---------------- | ---------------- | ---------------- |
| 1970             | 三菱             |                  | JSL              | 14               | 0                | -                | -                |                  |                  |                  |                  |
| 1971             | 三菱             |                  | JSL              | 14               | 0                | -                | -                |                  |                  |                  |                  |
| 1972             | 三菱             |                  | JSL1部           | 14               | 0                | -                | -                |                  |                  |                  |                  |
| 1973             | 三菱             |                  | JSL1部           | 18               | 0                |                  |                  |                  |                  |                  |                  |
| 1974             | 三菱             |                  | JSL1部           | 17               | 0                | -                | -                |                  |                  |                  |                  |
| 1975             | 三菱             |                  | JSL1部           | 18               | 1                | -                | -                |                  |                  |                  |                  |
| 1976             | 三菱             |                  | JSL1部           | 18               | 0                |                  |                  |                  |                  |                  |                  |
| 1977             | 三菱             |                  | JSL1部           | 6                | 0                |                  |                  |                  |                  |                  |                  |
| 1978             | 三菱             |                  | JSL1部           | 0                | 0                |                  |                  |                  |                  |                  |                  |
| 通算             | 日本             | 日本             | JSL1部           | 119              | 1                |                  |                  |                  |                  |                  |                  |
| 総通算           | 総通算           | 総通算           | 総通算           | 119              | 1                |                  |                  |                  |                  |                  |                  |

## 代表歴

### 出場大会など
- ワールドカップ西ドイツ大会予選
- アジア競技大会(1974)
- アジアカップ予選(1976)
- モントリオールオリンピック予選

### 試合数
- 国際Aマッチ 44試合 0得点(1972-1976)

| 日本代表 | 国際Aマッチ | 国際Aマッチ | その他 | その他 | 期間通算 | 期間通算 |
| 年       | 出場        | 得点        | 出場   | 得点   | 出場     | 得点     |
| -------- | ----------- | ----------- | ------ | ------ | -------- | -------- |
| 1972     | 6           | 0           | 8      | 0      | 14       | 0        |
| 1973     | 4           | 0           | 7      | 0      | 11       | 0        |
| 1974     | 7           | 0           | 18     | 0      | 25       | 0        |
| 1975     | 12          | 0           | 7      | 0      | 19       | 0        |
| 1976     | 15          | 0           | 6      | 0      | 21       | 0        |
| 1977     | 0           | 0           | 3      | 0      | 3        | 0        |
| 通算     | 44          | 0           | 49     | 0      | 93       | 0        |

### 出場
| No. | 開催日         | 開催都市         | スタジアム                 | 対戦相手       | 結果       | 監督   | 大会                 |
| --- | -------------- | ---------------- | -------------------------- | -------------- | ---------- | ------ | -------------------- |
| 1.  | 1972年07月12日 | クアラルンプール |                            | クメール       | ○4-1       | 長沼健 | ムルデカ大会         |
| 2.  | 1972年07月16日 | イポー           |                            | スリランカ     | ○5-0       | 長沼健 | ムルデカ大会         |
| 3.  | 1972年07月22日 | クアラルンプール |                            | マレーシア     | ●1-3       | 長沼健 | ムルデカ大会         |
| 4.  | 1972年07月26日 | クアラルンプール |                            | 韓国           | ●0-3       | 長沼健 | ムルデカ大会         |
| 5.  | 1972年08月04日 | シンガポール     |                            | フィリピン     | ○4-1       | 長沼健 | ペスタスカン大会     |
| 6.  | 1972年09月14日 | 東京都           | 国立霞ヶ丘競技場陸上競技場 | 韓国           | △2-2       | 長沼健 | 日韓定期戦           |
| 7.  | 1973年05月16日 | ソウル           |                            | イスラエル     | ●1-2       | 長沼健 | ワールドカップ予選   |
| 8.  | 1973年05月20日 | ソウル           |                            | 南ベトナム     | ○4-0       | 長沼健 | ワールドカップ予選   |
| 9.  | 1973年05月22日 | ソウル           |                            | 香港           | ●0-1       | 長沼健 | ワールドカップ予選   |
| 10. | 1973年05月26日 | ソウル           |                            | イスラエル     | ●0-1(延長) | 長沼健 | ワールドカップ予選   |
| 11. | 1974年02月12日 | シンガポール     |                            | シンガポール   | ○1-0       | 長沼健 | 国際親善試合         |
| 12. | 1974年02月20日 | 香港             |                            | 香港           | △0-0       | 長沼健 | 国際親善試合         |
| 13. | 1974年07月23日 | コンスタンツァ   |                            | ルーマニア     | ●1-4       | 長沼健 | 国際親善試合         |
| 14. | 1974年09月03日 | テヘラン         |                            | フィリピン     | ○4-0       | 長沼健 | アジア大会           |
| 15. | 1974年09月05日 | テヘラン         |                            | マレーシア     | △1-1       | 長沼健 | アジア大会           |
| 16. | 1974年09月07日 | テヘラン         |                            | イスラエル     | ●0-3       | 長沼健 | アジア大会           |
| 17. | 1974年09月28日 | 東京都           | 国立霞ヶ丘競技場陸上競技場 | 韓国           | ○4-1       | 長沼健 | 日韓定期戦           |
| 18. | 1975年06月17日 | 香港             |                            | 北朝鮮         | ●0-1       | 長沼健 | アジアカップ予選     |
| 19. | 1975年06月21日 | 香港             |                            | シンガポール   | ○2-1       | 長沼健 | アジアカップ予選     |
| 20. | 1975年06月23日 | 香港             |                            | 中華人民共和国 | ●1-2       | 長沼健 | アジアカップ予選     |
| 21. | 1975年06月26日 | 香港             |                            | 香港           | ○1-0       | 長沼健 | アジアカップ予選     |
| 22. | 1975年07月30日 | クアラルンプール |                            | 香港           | ●0-2       | 長沼健 | ムルデカ大会         |
| 23. | 1975年08月02日 | クアラルンプール |                            | マレーシア     | ●0-2       | 長沼健 | ムルデカ大会         |
| 24. | 1975年08月04日 | クアラルンプール |                            | バングラデシュ | ○3-0       | 長沼健 | ムルデカ大会         |
| 25. | 1975年08月07日 | クアラルンプール |                            | インドネシア   | ○4-1       | 長沼健 | ムルデカ大会         |
| 26. | 1975年08月09日 | クアラルンプール |                            | 韓国           | ●1-3       | 長沼健 | ムルデカ大会         |
| 27. | 1975年08月11日 | クアラルンプール |                            | タイ           | ○4-0       | 長沼健 | ムルデカ大会         |
| 28. | 1975年08月14日 | クアラルンプール |                            | ビルマ         | ○2-0       | 長沼健 | ムルデカ大会         |
| 29. | 1975年09月08日 | ソウル           |                            | 韓国           | ●0-3       | 長沼健 | 日韓定期戦           |
| 30. | 1976年01月25日 | 東京都           | 国立霞ヶ丘競技場陸上競技場 | ブルガリア     | ●1-3       | 長沼健 | 朝日国際サッカー大会 |
| 31. | 1976年01月28日 | 大阪府           | 長居陸上競技場             | ブルガリア     | △1-1       | 長沼健 | 朝日国際サッカー大会 |
| 32. | 1976年02月01日 | 東京都           | 国立霞ヶ丘競技場陸上競技場 | ブルガリア     | ●0-3       | 長沼健 | 朝日国際サッカー大会 |
| 33. | 1976年03月14日 | 東京都           | 国立霞ヶ丘競技場陸上競技場 | フィリピン     | ○3-0       | 長沼健 | オリンピック予選     |
| 34. | 1976年03月21日 | 東京都           | 国立霞ヶ丘競技場陸上競技場 | 韓国           | ●0-2       | 長沼健 | オリンピック予選     |
| 35. | 1976年03月27日 | ソウル           |                            | 韓国           | △2-2       | 長沼健 | オリンピック予選     |
| 36. | 1976年04月11日 | テルアビブ       |                            | イスラエル     | ●1-4       | 長沼健 | オリンピック予選     |
| 37. | 1976年08月08日 | クアラルンプール |                            | インド         | ○5-1       | 二宮寛 | ムルデカ大会         |
| 38. | 1976年08月10日 | クアラルンプール |                            | インドネシア   | ○6-0       | 二宮寛 | ムルデカ大会         |
| 39. | 1976年08月13日 | クアラルンプール |                            | ビルマ         | △2-2       | 二宮寛 | ムルデカ大会         |
| 40. | 1976年08月16日 | クアラルンプール |                            | タイ           | △2-2       | 二宮寛 | ムルデカ大会         |
| 41. | 1976年08月18日 | クアラルンプール |                            | 韓国           | △0-0       | 二宮寛 | ムルデカ大会         |
| 42. | 1976年08月20日 | クアラルンプール |                            | マレーシア     | △2-2       | 二宮寛 | ムルデカ大会         |
| 43. | 1976年08月22日 | クアラルンプール |                            | マレーシア     | ●0-2       | 二宮寛 | ムルデカ大会         |
| 44. | 1976年12月04日 | 東京都           | 国立霞ヶ丘競技場陸上競技場 | 韓国           | ●1-2       | 二宮寛 | 日韓定期戦           |

## 指導歴
- 1976年 - 1978年 日本代表 コーチ
- 1978年 - 1979年 三菱重工業 選手兼任コーチ
- 1984年 - 1989年 三菱重工業 監督

### 監督成績
| 年度    | 所属   | クラブ | リーグ戦 | リーグ戦 | リーグ戦 | リーグ戦 | リーグ戦 | リーグ戦 | カップ戦 | カップ戦 |
| 年度    | 所属   | クラブ | 順位     | 試合     | 勝点     | 勝利     | 引分     | 敗戦     | JSL杯    | 天皇杯   |
| ------- | ------ | ------ | -------- | -------- | -------- | -------- | -------- | -------- | -------- | -------- |
| 1984    | JSL1部 | 三菱   | 7位      | 18       | 15       | 6        | 3        | 9        | 準々決勝 | 1回戦    |
| 1985    | JSL1部 | 三菱   | 7位      | 22       | 22       | 8        | 6        | 8        | 準々決勝 | 準々決勝 |
| 1986-87 | JSL1部 | 三菱   | 3位      | 22       | 28       | 9        | 10       | 3        | 2回戦    | 2回戦    |
| 1987-88 | JSL1部 | 三菱   | 3位      | 22       | 29       | 12       | 5        | 5        | 準々決勝 | 2回戦    |
| 1988-89 | JSL1部 | 三菱   | 12位     | 22       | 14       | 1        | 11       | 10       | 準決勝   | 2回戦    |